# Crywank
Crywank — британская антифолк-группа из Манчестера.

## О группе
Группа представляет собой дуэт вокалиста, гитариста и основателя Джеймса Клейтона, а также барабанщика Дэна Уотсона, который присоединился в 2012 году. В музыкальном онлайн-каталоге Allmusic их творчество называют насыщенным «печалью, паранойей, страданиями и сухим юмором».
Ранние демозаписи группы были выпущены в интернете Джеймсом Клейтоном в виде сольного проекта. Дебютный альбом Crywank James Is Going To Die Soon (с англ. — «Джеймс скоро умрёт») вышел в сентябре 2010 года. Вслед за ним в апреле 2012 года последовал Narcissist on the Verge of Nervous Breakdown
Позднее Клейтон пригласил барабанщика Дэна Уотсона и бас-гитариста Тома Конноли, чтобы превратить сольный проект в полноценную группу для записи полноформатного альбома Tomorrow Is Nearly Yesterday And Everyday Is Stupid вышел в сентябре 2013 года и был переиздан на виниле чикагским лейблом Mutant League в 2015 году.
Всего Crywank выпустили восемь альбомов. Группа гастролировала по Великобритании, Ирландии, континентальной Европе, России, Юго-Восточной Азии, Южной Америке, Австралии, Новой Зеландии, Мексике и Канаде

## Дискография

### Студийные альбомы
- James Is Going To Die Soon (2010)
- Narcissist On the Verge of Nervous Breakdown (2012)
- Tomorrow Is Nearly Yesterday And Everyday Is Stupid (2013)
- Don't Piss on Me, I'm Already Dead (2016)
- Egg on Face. Foot in Mouth. Wriggling Wriggling Wriggling. (2017)
- Wearing Beige on Grey Day (2019)
- Fist Me 'Til Your Hand Comes Out My Mouth (2020)
- Just Popping In To Say Hi (2021)

### EP
- On the Road to a Very Bad Place' (2010)
- United By Hate (Split with The Anarchist Pizza Society) (2012)
- Shameless Valentines Money Grab (2014)
- Shameless Money Grab (2018)
- I'll Have Some In a Bit (2019)

## Участники
Текущий состав
- Джеймс Клэйтон — вокалы, гитара, цимбалы, фортепиано (2009 — наши дни)
- Даниэль Уотсон — ударные, перкуссия, электроника, вокалы (2013 — наши дни)

Бывшие участники
- Том Конноли — бас-гитара, бэк-вокалы (2015—2016)